# Andrij Michnow
Andrij Pawłowycz Michnow, ukr. Андрій Павлович Міхнов (ur. 26 listopada 1983 w Kijowie) – ukraiński hokeista, reprezentant Ukrainy.
Jego brat Aleksiej (ur. 1982) także został hokeistą, lecz reprezentantem Rosji.

## Kariera
- Kristałł 2 Elektrostal (1999-2000)
- CSKA Moskwa / CSKA 2 Moskwa (2000/2001)
- Saławat Jułajew 2 Ufa (2001)
- Sudbury Wolves (2001-2002)
- Kingston Frontenacs (2002-2003)
- Toronto St. Michael’s Majors (2002-2003)
- Łada Togliatti (2004-2005)
- Saławat Jułajew Ufa (2004-2005)
- Łada Togliatti (2005-2006)
- Ak Bars Kazań (2006-2007)
- Traktor Czelabińsk (2007–2008)
- Łada Togliatti (2008-2010)
- Nieftiechimik Niżniekamsk (2010-2011)
- Donbas 2 Donieck (2011-2012)
- Berkut Kijów (2012-2013)
- Mietałłurg Żłobin (2013-2015)
- Junost' Mińsk (2015-2018)
- GKS Tychy (2018-2019)
- Mietałłurg Żłobin (2019-2020)
- Sokił Kijów (2020-2022)
- CSA Steaua Bukareszt (2022-)

Od czerwca 2012 zawodnik klubu Berkut Kijów. Od sierpnia 2013 w białoruskim klubie Mietałłurg Żłobin. Od czerwca 2015 był zawodnikiem Junosti Mińsk. W lipcu 2018 został graczem GKS Tychy. Po sezonie 2018/1019 odszedł z klubu. W lipcu 2019 bracia Aleksiej i Andriej Michnowowie zostali zawodnikami Mietałłurga Żłobin. Od października 2020 zawodnik reaktywowanego Sokiła Kijów. W połowie sierpnia 2022 został zawodnikiem rumuńskiego klubu Steaua Bukareszt.
Uczestniczył w turniejach mistrzostw świata w 2006 (Elita), 2009, 2010, 2011, 2012, 2013, 2014, 2015, 2016, 2018, 2019, 2022 (Dywizja I).

## Sukcesy
Reprezentacyjne
- Awans do MŚ Dywizji I Grupy A: 2013, 2016

Klubowe
- Puchar Kontynentalny: 2006 z Ładą Togliatii, 2018 z Junostią Mińsk
- Srebrny medal mistrzostw Rosji: 2007 z Ak Barsem Kazań
- Złoty medal mistrzostw Ukrainy: 2012 z Donbasem 2 Donieck
- Złoty medal mistrzostw Białorusi: 2016 z Junostią
- Srebrny medal mistrzostw Białorusi: 2017, 2018 z Junostią Mińsk
- Superpuchar Polski: 2018 z GKS Tychy
- Złoty medal mistrzostw Polski: 2019 z GKS Tychy
- Srebrny medal mistrzostw Ukrainy: 2021 z Sokiłem Kijów

Indywidualne
- Mistrzostwa Świata w Hokeju na Lodzie 2009/I Dywizja:
  - Najlepszy napastnik turnieju
- Mistrzostwa Świata w Hokeju na Lodzie 2010/I Dywizja:
  - Pierwsze miejsce w klasyfikacji asystentów turnieju: 9 asyst
- Profesionalna Chokejna Liha (2012/2013):
  - Czwarte miejsce w klasyfikacji asystentów w sezonie zasadniczym: 19 asyst[10]
  - Czwarte miejsce w klasyfikacji kanadyjskiej w sezonie zasadniczym: 31 punktów[11]
- Ekstraliga białoruska w hokeju na lodzie (2013/2014)
  - Piąte miejsce w klasyfikacji asystentów w sezonie zasadniczym: 26 asyst[12]
- Mistrzostwa Świata w Hokeju na Lodzie 2015/I Dywizja#Grupa A:
  - Jeden z trzech najlepszych zawodników reprezentacji w turnieju[13]
- Ekstraliga białoruska w hokeju na lodzie (2016/2017):
  - Pierwsze miejsce w klasyfikacji strzelców w sezonie zasadniczym: 28 goli[14]
  - Pierwsze miejsce w klasyfikacji asystentów w sezonie zasadniczym: 42 asysty[15]
  - Pierwsze miejsce w klasyfikacji kanadyjskiej w sezonie zasadniczym: 70 punktów[16]
  - Pierwsze miejsce w klasyfikacji +/- w sezonie zasadniczym: +38[17]
  - Drugie miejsce w klasyfikacji strzelców w fazie play-off: 10 goli[18]
  - Drugie miejsce w klasyfikacji kanadyjskiej w fazie play-off: 15 punktów[19]
- Ekstraliga białoruska w hokeju na lodzie (2017/2018):
  - Czwarte miejsce w klasyfikacji asystentów w sezonie zasadniczym: 27 asyst[20]
  - Piąte miejsce w klasyfikacji kanadyjskiej w sezonie zasadniczym: 41 punktów[21]
  - Piąte miejsce w klasyfikacji asystentów w fazie play-off: 8 asyst[22]
- Mistrzostwa Świata w Hokeju na Lodzie 2019/I Dywizja#Grupa B:
  - Drugie miejsce w klasyfikacji asystentów turnieju: 5 asyst[23]
  - Czwarte miejsce w klasyfikacji kanadyjskiej turnieju: 7 punktów[24]
- Mistrzostwa Świata w Hokeju na Lodzie 2022 (I Dywizja)#Grupa B:
  - Drugie miejsce w klasyfikacji asystentów turnieju: 6 asyst[25]
  - Szóste miejsce w klasyfikacji kanadyjskiej turnieju: 6 punktów[26]